# Фашистська конференція в Монтре
Фашистська конференція 1934 року в Монтре, також відома як Міжнародний конгрес фашистів — була зустріччю, яку проводили депутати ряду європейських фашистських організацій. Конференція відбулася 16–17 грудня 1934 року в Монтре, Швейцарія. Організатором та головою конференції був Comitati d'Azione per l'Universalità di Roma (CAUR; укр. Комітети дій щодо універсальності Риму).

## Передумови
CAUR — мережа, заснована в 1933 році фашистським режимом Беніто Муссоліні. Директором CAUR був Евгеніо Коселщі, а її заявленою метою було виступити в якості мережі для "Фашистського Інтернаціоналу". Основні перешкоди виникли у спробі організації визначити "загальний фашизм" та критерії, яким організація повинна дотримуватись, аби кваліфікуватись як "фашистська". Тим не менше, до квітня 1934 року мережа ідентифікували "фашистські" рухи в 39 країнах, включаючи всі європейські країни, крім Югославії, а також США, Канаду, Австралію, ПАР, п'ять країн Азії та шість країн Латинської Америки. Коли різні групи намагалися отримати субсидії, усі способи конфліктів виникали з таких питань, як расизм, антисемітизм, корпоративізм та державна структура.

## Учасники

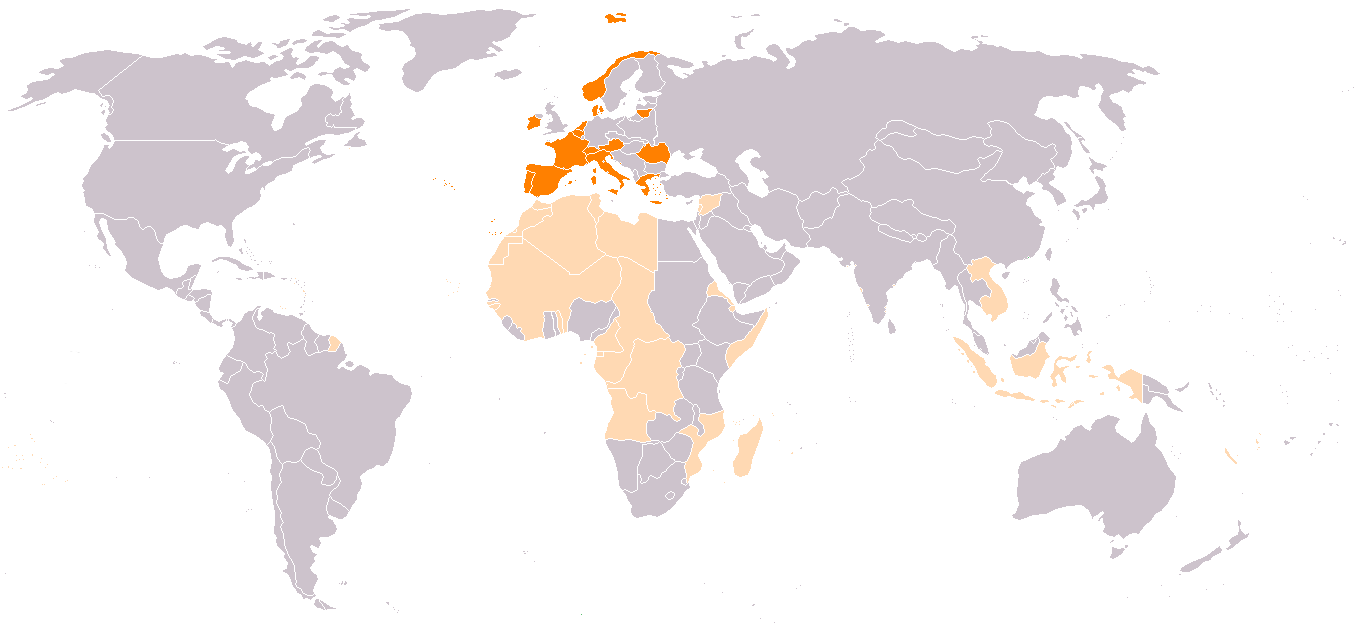
Країни походження учасників конференції в Монтре.

У першій світовій конференція CAUR проведений в Монтре 16 грудня взяли очасть фашистські організації в 13 європейських країнах, в тому числі Іона Мота з Румунії Залізної гвардії, Квислинга в Норвегії Національного єднання, Джордж С Мерсуріса з грецької націонал-соціалістичної партії, Ернесто Хіменеса Кабальєро з іспанського руху Falange, О'Дафе з ірландських синерубашечників, Марсель Бакарді з французького Руху Franciste, представники литовської Tautininkai, португальської Acção Escolar Vanguarda і União Nacional з Салазара. Конференцію очолював Антоніу Еса де Кейруш (син відомого письменника та майбутнього керівника Національної Емісори, Національної радіостанції Португалії), а також делегати з Австрії, Бельгії, Данії, Греції, Нідерландів та Швейцарії.
Примітними за їх відсутності були представники нацистської Німеччини. Конференція в Монтре відбулася лише через шість місяців після вбивства австрофашистського канцлера Енгельберта Доллфуса нацистськими агентами, що спричинило дипломатичну кризу між Італією та Німеччиною. Муссоліні не дозволив жодному офіційному представнику італійської фашистської партії взяти участь у засіданні, нібито для того, щоб побачити, чого зможе досягти конференція, перш ніж надати повну офіційну підтримку. Хосе Антоніо Примо де Рівера, дозволяючи членам Фаланжу брати участь, заявив, що Фаланж як організація не буде представлена, оскільки КАУР "не є фашистським рухом". Серед інших помітних відсутностей були австрієць Ернст Рудігер фон Штархемберг та будь-які представники Британського союзу фашистів.

## Результати
Друга і остання конференція відбулася в Монтре в квітні 1935 року. Хосе Антоніо Примо де Рівера коротко виступив на цій конференції, використовуючи можливість висловити симпатію до руху, заявивши, що Іспанія не готова брати участь у будь-якому заході міжнародного фашизму, оскільки його рух є національним (суворо національним).
Конференція не змогла подолати розбіжності між учасниками, які пропонували досягти національної інтеграції шляхом корпоративної соціально-економічної політики, та тими, хто віддав перевагу закликам до раси. Схильність до "загальнофашизму" не змогла пережити цей розрив, і рух не досяг своєї мети — виступити противагою міжнародному комунізму.
CAUR не отримав офіційного схвалення італійської фашистської партії або іспанського Фаланжу. Не вдалося представити загальноприйняте визначення терміну «фашизм», або об’єднати більшість великих фашистських партій в один міжнародний рух.

## Виноски
1. ↑  Payne, Stanley G. "Fascist Italy and Spain, 1922–1945". Spain and the Mediterranean Since 1898, Raanan Rein, ed. page 105. London, 1999
2. ↑  Payne, Stanley G. "Fascist Italy and Spain, 1922–1945". Spain and the Mediterranean Since 1898, Raanan Rein, ed. page 105. London, 1999
3. ↑  Bingham, John. "Defining French Fascism, Finding Fascists in France[недоступне посилання]". Canadian Journal of History, Dec. 1994.
4. ↑  Griffin, Roger. The Nature of Fascism St. Martin's Press, New York. 1991, page 121
5. ↑  "Pax Romanizing [Архівовано 25 листопада 2010 у Wayback Machine.]". TIME Magazine, 31 December 1934
6. ↑  Payne, Stanley G. "Fascist Italy and Spain, 1922–1945". Spain and the Mediterranean Since 1898, Raanan Rein, ed. page 106. London, 1999
7. ↑  Payne, Stanley G. "Fascist Italy and Spain, 1922–1945". Spain and the Mediterranean Since 1898, Raanan Rein, ed. page 107. London, 1999
8. ↑  Cassels, Alan. Ideology and International Relations in the Modern World Routledge, New York. page 158